# Мерник (район Вранов-над-Топлёу)
Мерник (словац. Merník) — село и одноимённая община в округе Вранов-над-Топлёу Прешовского края Словакии.

## История
Впервые упоминается в 1363 году.
В селе есть протестантский костел с 1784 года и с башней, построенная в 1863 году и греко-католическая церковь Вознесения Господа с 1994 года.

## Население
| Год:                | 1994 | 2004    | 2014    | 2024    |
| ------------------- | ---- | ------- | ------- | ------- |
| Количество человек: | 651  | 628     | 607     | 584     |
| Разница:            |      | −3,53 % | −3,34 % | −3,78 % |

Национальный состав населения (по данным последней переписи населения 2001 года):
- словаки — 99,70 %,
- чехи — 0,15 %,
- венгры — 0,15 %.

Состав населения по принадлежности к религии состоянию на 2001 год:
- протестанты — 64,33 %,
- римо-католики — 24,09 %,
- греко-католики — 10,82 %,
- не считают себя верующими или не принадлежат к одной вышеупомянутой конфессии — 0,30 %.